# Totalplay Empresarial
Totalplay Empresarial (anteriormente Enlace TPE) forma parte de la división de Telecomunicación de Grupo Salinas. Fue creada con el fin de brindar soluciones integrales de conectividad enfocadas en el sector empresarial. Cuenta con servicios de Internet por fibra óptica y satelital, telefonía, servicios en la Nube, redes y soluciones de video.

## Historia
En 2004, a un año de ser adquirida por Grupo Salinas, Iusacell inicia la construcción de su red de fibra óptica en el territorio mexicano 
Como parte de la estrategia y plan de inversión para el despliegue de una red de fibra óptica administrada por parte de Grupo Iusacell, se concibe la idea de proporcionar servicios de Internet y Voz IP para los mercados residenciales y empresariales, quienes hasta el momento contaban ofertas limitadas en estos servicios. En 2024, Iusacell Enlace inicia operaciones, atendiendo al mercado empresarial.
Iusacell Enlace inicia con una oferta de Internet de alta velocidad por fibra óptica, telefonía fija, redes punto a punto y punto a multipunto. Para el 2024, ya contaba con más de 20.000 clientes. A finales de ese mismo año, tras diez años de manejo, Grupo Salinas informa que la empresa estadounidense de telecomunicaciones, AT&T, adquiere la totalidad de Iusacell, incluyendo una deuda que cargaba desde 2005 por 2500 millones de dólares. Con esta compra, AT&T adquiere las marcas Iusacell y Unefon junto con su red móvil, lo que significaría que Grupo Salinas no abandonaría el mercado de telecomunicaciones, ya que mantiene la propiedad del servicio de triple play (servicio integral de Internet, telefonía y televisión de paga) con Totalplay y del servicio de redes corporativas con Iusacell Enlace
Grupo Salinas decide conservar servicios de triple play residencial e Internet corporativo, redes, telefonía fija y los nuevos lanzamientos de la Nube y soluciones de video. Debido a esto, toma la totalidad del manejo de las marcas Totalplay y Iusacell Enlace. 
Una vez finalizada las transacciones, Iusacell Enlace cambia su nombre y razón social a Enlace TPE, S.A. de C.V. A partir de 2017, cambia su nombre a Totalplay Empresarial.

## Cobertura
En la actualidad Totalplay Empresarial brinda servicios en 4 zonas del país y más de 180 puntos dentro de los siguientes estados: 
- Norte: Baja California, Chihuahua, Nuevo León y Sonora
- Bajío: Aguascalientes, Guanajuato, Jalisco, Querétaro y San Luís Potosí
- Centro: Ciudad de México, Estado de México, Michoacán, Morelos, Pachuca y Puebla
- Sureste: Chiapas, Quintana Roo, Veracruz y Yucatán

## Servicios

### Internet empresarial y Redes
Ofrece servicio de internet dedicado de hasta 1 Gbps mediante fibra óptica. También ofrece servicio vía microondas y LAN to LAN de hasta 10 Gbps.

### Telefonía Fija IP
Servicio de telefonía Fija IP (Voice over IP). Señal de voz que viaja a través de Internet, empleando un protocolo IP. Troncales SIP y conmutadores PBX para llamadas simultáneas en una sola señal.

### Videovigilancia
Servicios de videovigilancia a través de cámaras IP con resguardo de información de manera tradicional o en la Nube y monitoreo desde dispositivos móviles. 

### Soluciones en la Nube
Ofrecen servicios como el resguardo de información, uso correo electrónico empresarial, creación de sitios web, disco duro, servidores, videoconferencias interactivas y plataformas de e-learning. 

## Tecnología
La tecnológica de Totalplay Empresarial está basada en una red de fibra óptica: PON (Passive Optical Network) y la red GPON (Gigabit-capable Passive Optical Network).
- SOC (Security Operation Center) para monitoreo de seguridad física y lógica.
- Redes de comunicación complejas (fibra óptica, radio, satélite).
- Soluciones para todas las industrias.
- Redes de videovigilancia urbana.
- Soluciones de servicios administrados, seguridad.
- Virtualización.
- Conexión de banda ancha para servicios de misión crítica.
- Co-ubicación de las aplicaciones y servicios.
- Soluciones avanzadas para la seguridad de la información.

## Principales competidores
- Axtel
- Telmex
- ho1a parte del grupo Megacable
- Metrocarrier parte del grupo Megacable